# نیکولای یوسیف
نیکولای یوسیف (به انگلیسی: Nikolay Yevseyev) (زادهٔ ۱۶ آوریل ۱۹۶۶) شناگر اهل شوروی است.